# Введенское (городской округ Клин)
Введенское — деревня в городском округе Клин Московской области России.

## Население
| 1852 | 1859 | 1886 | 1899 | 1926 | 2002 | 2006 | 2010 |
| ---- | ---- | ---- | ---- | ---- | ---- | ---- | ---- |
| 57   | ↗149 | ↗171 | ↗237 | ↘204 | ↘4   | ↘2   | ↘1   |

## География
Деревня Введенское расположена на северо-западе Московской области, в центральной части городского округа Клин, примерно в 7 километрах к юго-западу от города Клина, у истоков безымянного правого притока реки Липни (правый приток Ямуги), высота центра над уровнем моря — 234 м. В деревне одна улица — Дачная, зарегистрировано 4 садоводческих некоммерческих товарищества (СНТ). В 1,5 км восточнее проходит Московское большое кольцо A108. Ближайшие населённые пункты — Марков Лес в 0,5 км на юго-восток и Решоткино в 1 км на северо-восток.

## История
В середине XIX века село Введенское 1-го стана Клинского уезда Московской губернии принадлежало коллежскому советнику Платону Васильевичу Голубкову и поручику Михаилу Николаевичу Доломанову, в нём числилось крестьян 28 душ мужского пола и 29 душ женского.
В «Списке населённых мест» 1862 года — владельческое село 1-го стана Клинского уезда по правую сторону Звенигородского тракта, в 9 верстах от уездного города и 20 верстах от становой квартиры, при пруде, с 23 дворами, православной церковью и 149 жителями (80 мужчин, 69 женщин).
В 1886 году насчитывалось 30 дворов, проживал 171 человек.
В 1899 году село с 237 жителями входило в состав Селинской волости Клинского уезда.
По данным на 1911 год число дворов составляло 39, в селе имелось земское училище.
По материалам Всесоюзной переписи населения 1926 года — село Решеткинского сельсовета Давыдковской волости Клинского уезда в 7,5 км от Клинско-Волоколамского шоссе и 8,5 км от станции Клин Октябрьской железной дороги; проживало 204 человека (98 мужчин, 106 женщин), насчитывалось 44 хозяйства, из которых 40 крестьянских.
В 1950-е годы церковь Спаса Нерукотворного Образа, основанная не позднее XVIII века и построенная в стиле классицизма, была разрушена.
- 1994—1995 гг. — деревня Селинского сельского округа Клинского района Московской области[20];
- 1995—2006 гг. — деревня Решоткинского сельского округа Клинского района Московской области[20];
- 2006—2017 гг. — деревня городского поселения Клин Клинского района Московской области[21][22];
- с 2017 года — деревня городского округа Клин Московской области[23].